# Sherburne Wesley Burnham

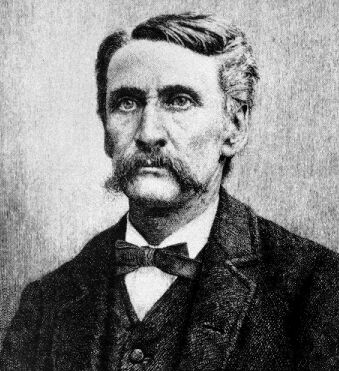
Sherburne Wesley Burnham

Sherburne Wesley Burnham (geboren 12. Dezember 1838 in Thetford, Vermont; gestorben 11. März 1921 in Chicago, Illinois) war ein US-amerikanischer Astronom.

## Leben
Von 1877 bis 1884 war er Beobachter am Dearborn-Observatorium in Chicago, 1888 bis 1892 Astronom am Lick-Observatorium, danach Professor der Astronomie an der University of Chicago und Astronom am Yerkes-Observatorium.

## Wirken
Er entdeckte rund 1300 Doppelsterne, die in sein General catalogue of double stars (1906, 2 Bände) eingingen.
Bis in die 1880er konnte man Doppelsternbahnen nur ab etwa 0,5" Winkeldifferenz genau vermessen, Doch mit den Riesenteleskopen der Lick- und Yerkes-Sternwarte und neuen Mikrometerokularen konnte Burnham diese Grenze auf 0,16″ senken.

## Auszeichnungen
1890 wurde Burnham in die American Academy of Arts and Sciences gewählt und 1894 mit der Goldmedaille der Royal Astronomical Society ausgezeichnet.
Der Asteroid (834) Burnhamia und der Mondkrater Burnham sind nach ihm benannt; der Komet Burnham jedoch nach Robert Burnham (1931–1993).